# Avi Schafer
Avi Schafer (Schafer Avi Kōki; (シェーファー アヴィ幸樹) en japonais), né le 28 janvier 1998 à Suita, au Japon, est un joueur américano-japonais de basket-ball, évoluant au poste de pivot.

## Biographie
Avi Schafer naît à Suita, dans la préfecture d'Osaka, d'une mère japonaise, Sayuki, et d'un père américain, Douglas. En 2017, il rejoint l'Institut de technologie de Géorgie pour jouer avec les Yellow Jackets. En première année, Schafer totalis deux rebonds et trois minutes de jeu en quatre matchs. En deuxième année, il dispute deux matchs, récoltant un total de deux rebonds et trois minutes de jeu, avant de quitter Georgia Tech à l'automne 2018 pour jouer au basket-ball professionnel au Japon.
Le 19 décembre 2018, il signe avec Alvark Tokyo en B.League, en cours de saison.
Le 29 juillet 2019, il est prêté par Alvark Tokyo aux Shiga Lakes. Il est nommé dans le 5 majeur des rookies de la B.League.
Le 27 mai 2020, il signe un contrat d'un an avec les SeaHorses Mikawa.
Il est international japonais depuis 2018. Il participe notamment à la coupe du monde 2019 et aux Jeux olympiques de 2020 de Tokyo.

## Palmarès
- Champion B.League 2019
- Vainqueur de la Coupe William Jones 2019
- Finaliste du championnat d'Asie des moins de 18 ans 2016